# Voorverkiezing
Voorverkiezingen zijn bedoeld om de verkiezingskandidaat of kandidaten te selecteren, die aan een verkiezing gaan deelnemen.
Doorgaans wordt deze term gebruikt voor de primaries, die plaatsvinden in het voorjaar van een jaar waarin Amerikaanse presidentsverkiezingen plaatsvinden. In deze voorverkiezingen hebben kiesgerechtigden de mogelijkheid hun stem uit te brengen op degene die naar hun mening presidentskandidaat zou moeten worden voor de Democratische of Republikeinse partij. De regels voor de voorverkiezingen verschillen per staat.
Traditioneel begint het voorverkiezings-seizoen in januari met de caucus in Iowa, een avond waarop beide partijen hun eigen partijbijeenkomsten houden in elk van de 99 county's in de staat. Kort daarna is de eerste echte primary in New Hampshire. Dan volgt een afvalrace met als een van de hoogtepunten Super Tuesday, die in 2008 op 5 februari gehouden werd, in 2016 op 1 maart, in 2020 op 3 maart en in 2024 op 5 maart. De laatste paar voorverkiezingen hebben doorgaans geen invloed meer, omdat dan een van de kandidaten de nominatie van zijn partij effectief op zak heeft.